# Rafael Tolói
Rafael Tolói (* 10. Oktober 1990 in Glória d’Oeste, Mato Grosso) ist ein brasilianisch-italienischer Fußballspieler. Der Innenverteidiger steht in Diensten des FC São Paulo.

## Vereinskarriere
Er wurde in Glória d’Oeste, Mato Grosso, geboren und begann seine Karriere bei Goiás EC. Am 5. Juli 2012 bestätigte der FC São Paulo die Verpflichtung von Tolói, wobei der Verteidiger einen Fünfjahresvertrag unterzeichnete. Er erzielte sein erstes Tor für den Verein am 25. Juli 2012, als das Team gegen Atlético Goianiense spielte. Er gewann mit dem Verein die Copa Sudamericana 2012.
Am 31. Januar 2014 wurde Tolói an die Serie-A-Mannschaft AS Rom für den Rest der Saison 2013/14 für einer Gebühr von 500.000 Euro ausgeliehen. Der Leihvertrag wurde mit einer Option vereinbart, den Wechsel zum Ende der Saison für einen Gesamtablöse von 5,5 Mio. Euro dauerhaft zu machen. Toloi gab sein Debüt für die Giallorossi beim 2:1-Sieg gegen den FC Turin am 25. März 2014 unter Rudi Garcia. Tolói spielte die vollen 90 Minuten anstelle der gesperrten Medhi Benatia. Nach dem Ablauf der Leihfrist wurde die Kaufoption nicht gezogen und er kehrte zum FC São Paulo zurück.
Am 26. August 2015 wechselte Tolói für eine Ablösesumme von 3,5 Millionen Euro zu Atalanta Bergamo. Er gab sein Ligadebüt am 13. September 2015 unter Edoardo Reja im Spiel gegen die US Sassuolo Calcio. Am 22. Mai 2024 gewann Rafael Tolói mit Atalanta Bergamo die UEFA Europa League.
Im Sommer 2025 kehrte er zum FC São Paulo zurück und unterschrieb dort einen Vertrag bis Dezember 2026.

## Nationalmannschaft
Er vertrat Brasilien bei der U-20-Weltmeisterschaft 2009 und spielte im Finale, das gegen Ghana verloren ging. Seit Februar 2021 ist er nach erfolgter Einbürgerung für Italien spielberechtigt. Im März 2021 wurde er erstmals für die Squadra Azzurra nominiert. Sein Debüt für Italien gab er am 31. März 2021 im WM-Qualifikationsspiel auswärts gegen Litauen.
Bei der siegreichen Europameisterschaft 2021 stand er im italienischen Kader und kam zu vier Einsätzen.

## Erfolge
- Copa Sudamericana: 2012 (FC São Paulo)
- UEFA Europa League: 2023/24 (Atalanta Bergamo)
- Europameister: 2021
- Verdienstorden der Italienischen Republik (Ritter) – für den Gewinn der Europameisterschaft 2021[11]